# Château d’Arche

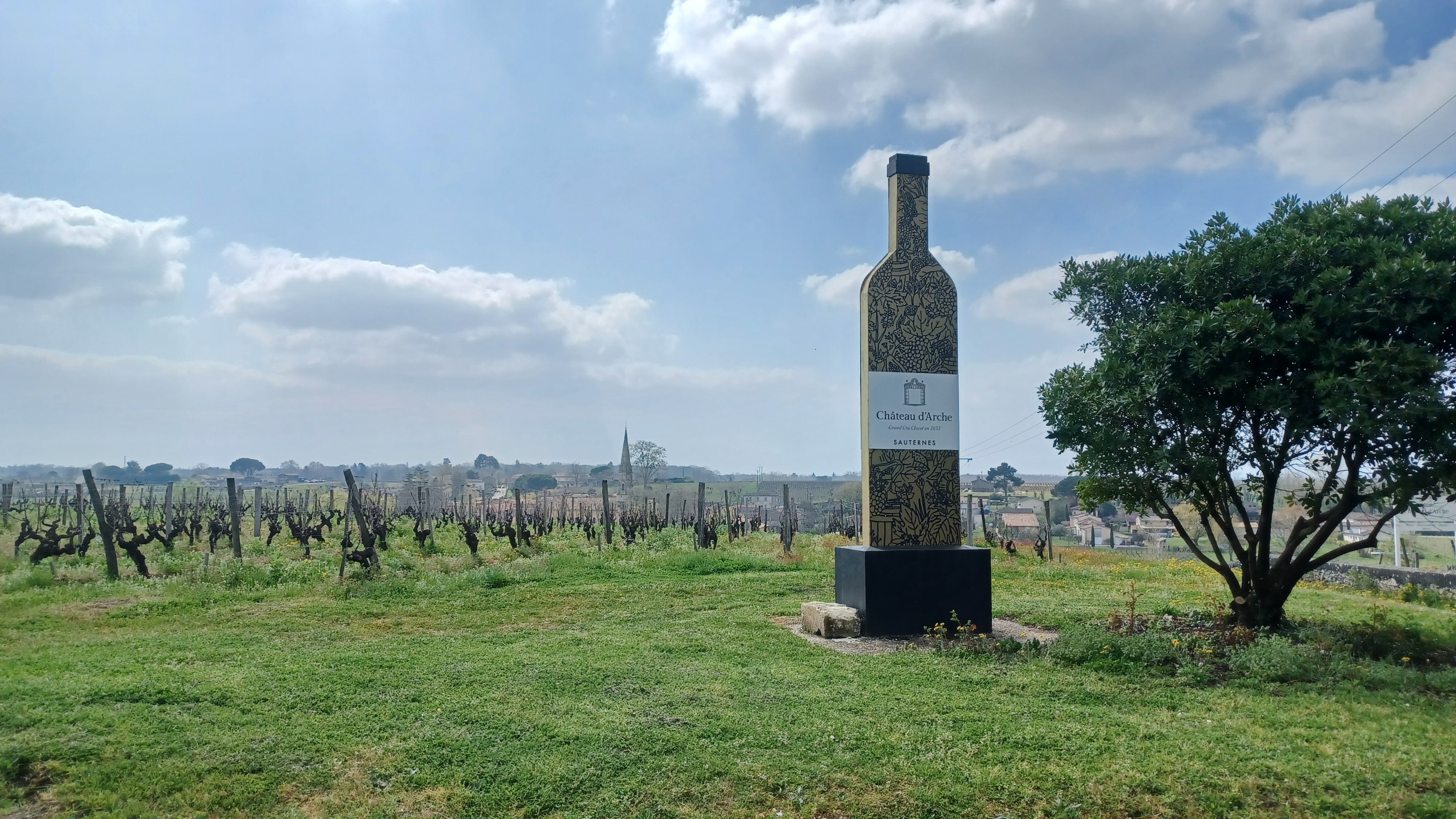
Platz vor dem Weingut mit Blick auf Sauternes

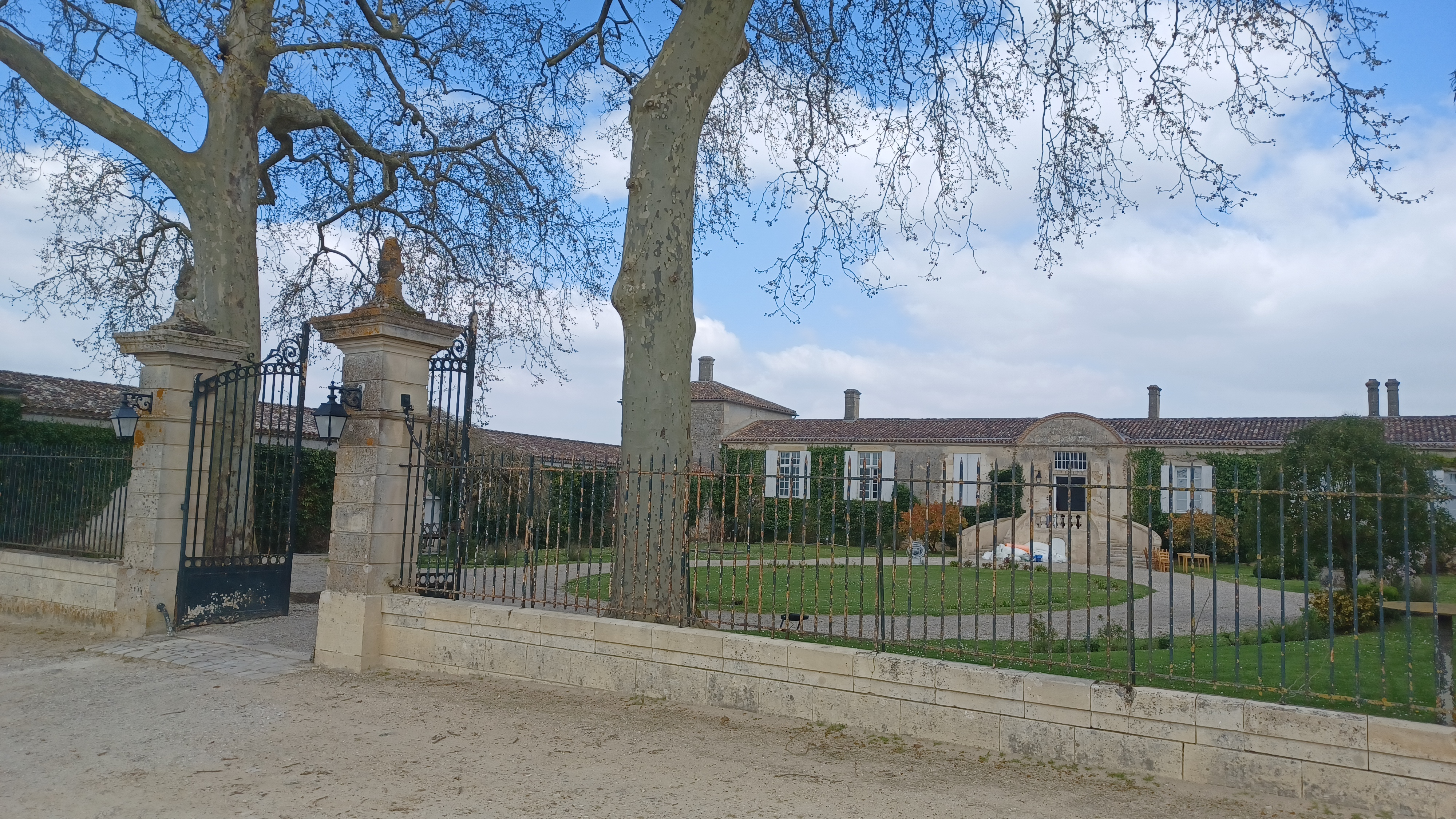
Innenhof des Weinguts

Das Château d’Arche ist ein Weingut und zählt zu den höchstgelegenen in der französischen Weinbauregion Sauternes. Es gehört zur 1855 von Napoleon III. initiierten Deuxième-Cru-Classé-Bordeaux-Klassifizierung. 40 ha stehen unter Ertrag, davon 27 ha als Deuxième-Cru.

## Lage
Auf einer Hochebene nördlich von Sauternes gelegen, profitiert das Terroir von leichtem Gefälle in Richtung Süden, weil die Exposition dadurch begünstigt wird. Der Rebspiegel wird von 80 % aus Semillon und zu 20 % aus Sauvignon gebildet. Die Stöcke sind im Durchschnitt 45 Jahre alt, manche bis zu 100 Jahre. Der Boden besteht an den höchstgelegenen Rebflächen aus Kies, an den Hängen überwiegend aus Lehm und am Fuß der Hänge aus Schluff. Diese Vielfalt ermöglicht eine individuelle Gestaltung der Assemblagen, je nach wetter- und qualitätsbedingten Anforderungen von Jahr zu Jahr. Die auf Küche und Wein spezialisierte Autorin und Journalistin aus dem Bordelais, Sophie Brissaud, befindet:

« Cette variété permet de moduler les assemblages selon les caractéristiques des vins: les limons favorisent la finesse, les argiles l’arôme, les graves la puissance et la fraicheur de la charpente. »

„Diese Vielfalt ermöglicht es, die Assemblagen je nach den Eigenschaften der Weine zu variieren: Schluff fördert die Feinheit, Ton das Aroma, Kies die Kraft und die Frische des Gerüsts.“

Außerhalb der Klassifizierung wird auf 10 ha Rotwein angebaut.
Die Böden sind warm und gut drainiert, sodass sie sich schnell erwärmen und wieder abkühlen können. Noch im Weinberg werden die Trauben nach der Lese sortiert, die Trauben schonend gepresst und mit der Schwerkraft in Vorratsbehälter geleitet, wo sich sehr klare Moste sammeln, die kaum eine weitere Klärung benötigen. Bei der Fassreife werden höchsten ein Drittel neue Fässer verwendet, um den Charakter der Weine nicht zu sehr zu verändern. Kellermeister Jerôm Cesson erklärt, sie wollen sie fein, präzise, scharf und fruchtig haben.
Ab 1996 wurde die Drainage an manchen Stellen verbessert und es fand eine partielle Arrondierung statt. Auch fand teilweise die schonende Bodenbearbeitung mit einem Pferdeflug statt. Zu dieser Zeit verblieb etwa ein Drittel der Ernte im Tank, während heute alle Weine fassgereift auf den Markt gebracht werden. Mit einem Drittel in neuen Fässern reift der Wein über 16 Monate, bevor er abgefüllt wird. Zwei Hektar mit bis zu 100 Jahre alten Rebstöcken werden 24 Monate in 100 % neuen Eichenfässern gereift.

## Geschichte
Die ursprüngliche Nutzung der Gebäudestruktur war für eine Kartause bestimmt, die hier seit dem 16. Jahrhundert nachweisbar ist. Château d’Arche ist nach dem Grafen d’Arche benannt, der das Anwesen von 1733 bis 1789 besaß. Andere Quellen sprechen davon, dass der Präsident des Bordelaiser Parlaments, Graf d’Arche, dieses Anwesen 1727 gekauft hätte. In der Französischen Revolution wurde es erneut verkauft und in wesentlichen Teilen niedergebrochen. Im 19. und der ersten Hälfte des 20. Jahrhunderts wird die Besitzgeschichte äußerst kompliziert. Ausführliche beschreibt Clive Coates die Umstände in seinem Fachmagazin The vine, Nr. 93. Seit 1981 steht das Gut in Pacht vom INAO-Präsidenten Pierre Perromat. Bis 1996 verblieb der Besitz in den Händen dieser Familie, als es an eine irische Familie verkauft wurde. Bis 2003 führte Perromats Schwiegersohn, Jérôme Cosson, die Geschäfte. Ab 2005 war das Weingut vollständig in privater Hand.
Die langgestreckten, eingeschossigen Gebäude bilden sowohl einen gartenartigen, als auch einen Wirtschaftshof und wurden zuletzt im Stil des Klassizismus modernisiert. Teile diese Gebäudestrukturen sind bis in die Mitte der 2020er Jahre zu neun Chambres d’hôtes genutzt worden. Seit 2025 wird an einem neuen Hotelkomplex gearbeitet, der diese alten Strukturen mit einbezieht. Auf der gegenüberliegenden Straßenseite ist um 2020 ein Verkostungs- und Präsentationsbereich über dem Weinkeller entstanden, der große Reisegruppen anziehen soll.